# Silphictidoides
Silphictidoides — вимерлий рід тероцефалових терапсид пізньої пермі Танзанії. Типовий вид Silphictidoides ruhuhuensis був названий німецьким палеонтологом Фрідріхом фон Хюне в 1950 році з зони скупчення Tropidostoma. Silphictidoides колись класифікували в родині Silpholestidae. Silpholestidae більше не визнаються як дійсне угруповання, і Silphictidoides тепер вважається базальним членом клади Baurioidea.